# Beeksteenvliegen
Beeksteenvliegen (Nemouridae) zijn een familie van insecten uit de orde steenvliegen (Plecoptera).

## Taxonomie
De volgende taxa worden bij de familie ingedeeld:
- Onderfamilie Amphinemurinae Baumann, 1975
  - Geslacht Amphinemura Ris, 1902
  - Geslacht Indonemoura Baumann, 1975
  - Geslacht Malenka Ricker, 1952
  - Geslacht Mesonemoura Baumann, 1975
  - Geslacht Protonemura Kempny, 1898
  - Geslacht Sphaeronemoura Shimizu & Sivec, 2001
  - Geslacht Tominemoura Sivec & Stark, 2009
- Onderfamilie Nemourinae Newman, 1853
  - Geslacht Illiesonemoura Baumann, 1975
  - Geslacht Lednia Ricker, 1952
  - Geslacht Nanonemoura Baumann & Fiala, 2001
  - Geslacht Nemoura Latreille, 1796
  - Geslacht Nemurella Kempny, 1898
  - Geslacht Ostrocerca Ricker, 1952
  - Geslacht Paranemoura Needham & Claassen, 1925
  - Geslacht Podmosta Ricker, 1952
  - Geslacht Prostoia Ricker, 1952
  - Geslacht Shipsa Ricker, 1952
  - Geslacht Soyedina Ricker, 1952
  - Geslacht Visoka Ricker, 1952
  - Geslacht Zapada Ricker, 1952
- Onderfamilie niet bepaald
  - Geslacht  † Dimoula Sinitshenkova, 2005
  - Geslacht  † Nemourisca Sinitshenkova, 1987